# Playa de Skrea
La playa de Skrea (en sueco: Skrea strand) es una playa de Suecia de unos dos kilómetros de largo, localizada en el municipio de Falkenberg (Suecia), en la provincia de Halland. Tiene un muelle de 250 metros de largo y alrededor de 1600 cabañas. Un baño interior, Klitterbadet, se encuentra cerca de la playa.
El área fue originalmente tierra que pertenecía a la localidad sueca de Skrea. El número de bañistas aumentó cuando se hizo más fácil llegar a la playa debido a las conexiones por carretera y ferrocarril. En 1914 la playa tenía decenas de cabañas, para 1928 su número había aumentado a cerca de 300. La asociación Tuberkulosföreningen (la asociación de Tubercolosis) tuvo un campamento infantil en la playa a partir de 1917. Desde la década de 1930 algunas instalaciones como un hotel y un restaurante fueron construidas para manejar el creciente número de bañistas.